# Dracocephalum olchonense
Dracocephalum olchonense là một loài thực vật có hoa trong họ Hoa môi. Loài này được Peschkova mô tả khoa học đầu tiên năm 1997.